# Matteo Ceirano
Matteo Ceirano (Cuneo, 22 gennaio 1870 – Torino, 19 marzo 1941) è stato un progettista, imprenditore e pilota automobilistico italiano pioniere dell'automobile in Italia, è stato il fondatore di varie case automobilistiche, tra cui l'Itala.

## Biografia
Cresce con i fratelli Ernesto e Giovanni nell'officina del fratello maggiore Giovanni Battista. Con questi fonda nel 1901 la Fratelli Ceirano. Due anni dopo, con alcuni finanziatori, costituisce la Ceirano Matteo & C che diviene l'anno successivo la "Itala Fabbrica Automobili". L'incontro con Michele Ansaldi porta alla nascita della Società Piemontese Automobili. Nel 1918 Ceirano si ritira dall'attività.
È sepolto nel Cimitero monumentale di Torino.